# Álex Balboa
Alejandro Balboa Bandeira (* 6. März 2001 in Vitoria-Gasteiz), auch in der Schreibweise Álex Balboa bekannt, ist ein spanisch-äquatorialguineischer Fußballspieler auf der Position des Zentralen Mittelfelds. Er steht aktuell bei Almere City unter Vertrag und ist seit 2021 äquatorialguineischer Fußballnationalspieler.

## Karriere

### Verein
Balboa verbrachte die fußballerische Karriere bisher vorwiegend bei Vereinen in seiner spanischen Heimat. Er begann seine Profikarriere im Kader des baskischen Vereins Deportivo Alavés, für dessen U-19 Mannschaft er bis im Juli 2020 auflief. Nach dem Ende der Saison wechselte er zum unterklassigen Verein CD San Ignacio kehrte aber bereits nach einem Jahr wieder zu den Alavesistas zurück. Er spielte zunächst weiterhin regelmäßig in der Reservemannschaft von Alavés und gab am 30. November 2021, beim 3:0-Sieg gegen Unami CP in der Copa del Rey, sein Debüt bei den Profis. Bis Sommer 2023 absolvierte Balboa 11 Einsätze im Trikot der ersten Mannschaft der Alavesistas.
Für die Saison 2023/24 wechselte er leihweise zur SD Huesca in die Segunda División.
Im Sommer 2024 wechselte er zu Almere City, wo er einen Zweijahresvertrag unterzeichnete.

### Nationalmannschaft
Der in Spanien geborene aber durch seinen äquatorialguineischen Vater spielberechtigte Balboa, gab sein Debüt für die äquatorialguineische Fußballnationalmannschaft am 7. September 2021, im Rahmen der Qualifikation zur Fußball-Weltmeisterschaft 2022 unter dem Trainer Juan Micha Obiang, gegen die Mannschaft aus Mauretanien (1:0). Er nahm an Qualifikationsspielen zur Fußball-Weltmeisterschaft 2022 und der Afrikameisterschaft (2022, 2024) teil, konnte dabei jedoch keine nennenswerten Erfolge erzielen. Seinen bisher letzten Einsatz im Trikot der Nzalang Nacional bestritt Balboa am 28. März 2023 im Rahmen der Qualifikation zur Afrikameisterschaft 2024, gegen die Auswahl des Staates Botswana (2:3).

### Privates
Álex Balboa ist der Cousin ist des ehemaligen Fußballspielers Javier Balboa, der u. a. bei Real Madrid, Benfica Lissabon und in der äquatorialguineischen Fußballnationalmannschaft aktiv war.